# 조지 워커
조지 워커 (George Walker; 1581년 - 1651년 ) 영국의 성직자이며 강한 청교도적 시각을 갖고 있었다. 1638년에는 윌리엄 로드에 의해 수감되었으며, 1643년에는 웨스트민스터 총회에 회원이 되었다.
1645년 1월 29일에 웨스트민스터 총회에서 금식 설교를 하였으며, 바로 직후에는 그의 수감생활을 기록한 서신을 발간하였다.
토머스 풀러는 그에 대하여 '거룩한 삶과 겸손한 마음, 넘치는 손을 가진 남자'라고 평가하였다.

## 신학
그는 존 칼빈은 기독교 강요에서 그리스도의 능동적 순종에 대한 전가교리를 확신했다고 주장하였다.

## 저서
- Socinianism in the Fundamental Point of Justification

1. ↑  De Campos, Heber Carlos Jr. (2017). 《Doctrine in Development》. Grand Rapids: Reformation Heritage Books. ISBN 978-1-60178-567-1.